# 16 تشرين (الرقة)
16 تشرين قرية سورية تتبع ناحية مركز الرقة في منطقة مركز الرقة في محافظة الرقة. بلغ عدد سكانها 498 نسمة في عام 2004 حسب إحصاء المكتب المركزي للإحصاء.